# 俺ら東京さ行ぐだ
「俺ら東京さ行ぐだ」（おらとうきょうさいぐだ）は、シンガーソングライター・吉幾三が1984年（昭和59年）11月25日に発表した楽曲である。
主人公が生まれ育った「無い物づくし」の田舎が嫌になり、東京へ出ようとする歌詞である。本項では映画『俺ら東京さ行ぐだ』についても記述する。

## 背景
吉は1977年（昭和52年）に最初のヒット曲「俺はぜったい!プレスリー」を発表した後、ヒット作に恵まれない低迷期が続いていた。そのような中、アメリカに移住した知人から贈られたLPレコードでラップ音楽に触れ、そこから着想を得て本曲を作った。当初の仮タイトルは「離村者」であった。
「ラップに着想を得て本曲を作った」とする記述は、2000年代以降にマスメディアの取材に対して吉が答えたものであるが、本曲リリース当時はそのような言及は見当たらず、『週刊ポスト』1985年3月15日号の取材では「ビートルズもGSも知らず、演歌と民謡で育った」と話している。
本曲を各レコード会社に売り込んだ際は、すべて断られた。最終的に千昌夫が数百万円で吉から原版権を買い取り、千の支援によって1984年（昭和59年）11月25日にリリースされた。
本曲は当時のオリコンシングルチャートでは演歌チャートではなく「フォーク、ニューミュージック」チャートでランクインしていた。ラップ音楽の特徴であるプロテストソングの要素を盛り込んでいる。ジャケット写真は北海道増毛郡増毛町で撮影された。
1985年のオリコンシングルチャートでは年間21位を記録した。オリコン発表の売上枚数は35.1万枚。1985年8月31日現在の徳間ジャパンによる公称売上はシングルが70万枚、本楽曲を収録したアルバム『俺らの唄を聴け』がLPとテープの合計で25万枚・本。
日本音楽著作権協会（JASRAC）の著作権使用料分配額（国内作品）ランキングでは、2019年度の年間9位を獲得した。

## 反響

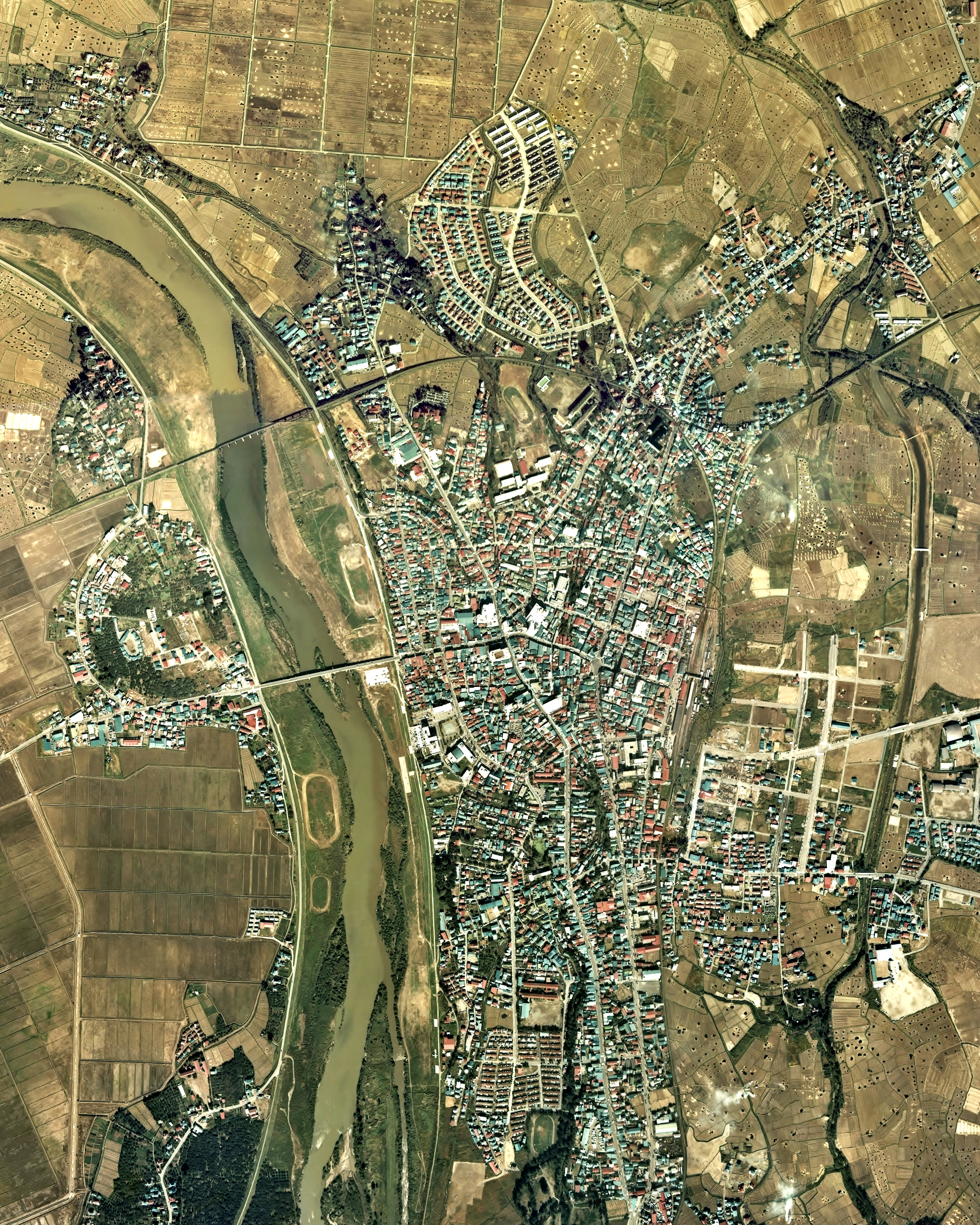
1975年頃の青森県五所川原市中心市街地。「車もそれほど走っていない」のは1950年から1960年代とされる。「俺らの村には電気が無い」実態としては、東北の山間部では1950年代まで未電化（無点灯地区）であることが珍しくなく、岩手県の既存集落では1962年まで葛巻町、開拓部落では1988年まで川井村タイマグラ地区が無点灯地区として残り続けた実例がある。

賛否両論の大反響
吉が後日語ったところによると、発売当初は出身地である青森県北津軽郡金木町から「うちはそんなに田舎じゃない」と猛抗議を受け、日本中の小さな農村から「ふざけるな」「私たちの村を馬鹿にしているのか」と大量のクレームが届いたという。しかし吉の幼少期である1950年から1960年代の生活は、歌詞の内容と近いものであったとしている。
レーザーディスクの宣伝
歌詞に「レーザーディスクは何者だ」という文言があり、後日製造元のパイオニアから「レーザーディスクの宣伝になった」ということで、吉にレーザーディスクの再生装置と一部の映像ソフトが贈られた。『夜も一生けんめい。』にゲスト出演した際には、番組の提供スポンサーでもあるパイオニアにちなんで「レーザーディスクはパイオニア」と歌っている。
歌番組
ラジオで流れたところ人気が急上昇し『ザ・ベストテン』（TBS系列）の「今週のスポットライト」コーナーに登場することになった。しかし緊張のあまり途中で歌えなくなってしまい、再度歌い直すというハプニングが起きた。演出で本物の牛をスタジオに持ち込み、エンディングの絶妙なタイミングでこの牛が鳴いている。
1985年（昭和60年）4月10日放送の『夜のヒットスタジオDELUXE』（フジテレビ系列）では、スタジオに集合した金木町民をバックに歌っている。
紅白歌合戦
「NHK紅白歌合戦」出場も有力視されていたが、第36回NHK紅白歌合戦の出演はなかった。
その他
この曲が有線を中心にヒットチャートを上り始めたことに注目した徳間ジャパンは、1984年にプロモーションの一環として、吉本人主演によるビデオシネマ『俺ら東京さ行ぐだ 〜純情篇〜』を製作。1985年5月25日にビデオ、同年7月25日にレーザーディスクが発売された。2018年5月に歌謡ポップスチャンネルにてテレビ初放送。
作品発表から24年が経過した2008年（平成20年）にはこの楽曲がきっかけで、インターネット上において「IKZOブーム」（後述）が起こった。同年10月1日には同曲へのアンサーソングと位置付けたシングル『NDA![んだ！] 』をリリース。こちらはレゲエ調のアレンジがされ、15歳になって上京してきた主人公が田舎の大人から受けた「東京生活での注意」を思い出す内容となっている。

## 収録曲
| 全作詞・作曲: 吉幾三、全編曲: 野村豊。 |                      |        |            |
| #                                      | タイトル             | 作詞   | 作曲・編曲 |
| 1.                                     | 「俺ら東京さ行ぐだ」 | 吉幾三 | 吉幾三     |
| 2.                                     | 「故郷」             | 吉幾三 | 吉幾三     |

## カバー
- 2003年5月21日、Daカルロス喜田造が「俺ら東京さ来ただ」のタイトルでカバー（シングル「TOKIO」（Wea、WPC6-10251）収録）。こちらは、上京した主人公が故郷の田舎へ帰ろうとする歌詞[14]。
- 2006年8月9日、NO BOTTOM!がダンスミュージックでカバーしたシングル「俺ら東京さいぐだ (I'LL GO TO TOKYO!)」（GUHROOVY、DDCG-3004）が吉の公認でリリースされている。後にコナミのPlayStation 2用音楽ゲームソフト『pop'n music 12いろは』に版権曲として収録されている。
- 2009年10月28日、仙台貨物がアルバム『凸〜デコ〜』（CANNON BALL PROJECT、VPCC-80644/VPCC-81649）でカバー。
- 2011年11月30日、元・光GENJIの諸星和己が「俺らなんにもね〜」（BOLD RECORDS/PINK A ROCK RECORDS、BOLD-0201）のタイトルで現代風にアレンジカバー。この曲は「俺ら東京さ行ぐだ」の続編という位置づけで、都会の荒波に飲み込まれ自分を見失ってしまった田舎者の悲哀を歌っている。作詞は諸星が手がけ、歌うにあたって諸星が吉を7年がかりで口説いたという。シングルのカップリングには同曲の英語版「.I a'int got」が収録されている。
- 2016年11月25日、同レーベルに所属する女性アイドルユニット、FES☆TIVEが配信限定でカバー。楽曲はヒゲドライバーによるリミックス[15]。レコチョクで配信されたジャケットデザインはオリジナル盤を想起させるデザインとなっている。このカバーを聞いた吉は「妙なトコに目を付けましたねぇ」と述べた[16]。
- 2019年4月3日、元りんご娘のほのかりんごのデビューシングルとして「『俺ら東京さ行ぐだ』〜わぁ青森が好ぎだver.〜」[17]の曲名で、一部の歌詞を変更してカバーした[18]。
- 2019年10月16日にリリースされたコナミアミューズメントの音楽ゲーム、『beatmania IIDX 27  HEROIC VERSE』にて、「すわひでお & uno(IOSYS)」のカバー曲として収録。

## アレンジ曲
- 1985年12月21日、ハード・コア・ボーイズ[19][20]がリミックス版「ほうらいわんこっちゃねえMIX」をリリースした。同曲は日本のヒップホップの草創期の一曲であるとされるが[21]、プロテストソングとしての色彩の濃い歌詞であったことから[22][23]、正式リリースはされず（発禁）少数の見本盤がプレスされるに留まった[24]。
- 本作発表から6年後の1990年、吉は替え歌の「これが本当のゴルフだ!!」[25]を発表した（『吉幾三全曲集〜酔歌』(1990年8月25日発売、徳間ジャパン、TKCL-30129）収録）。こちらはゴルフが下手な人を主人公としている。2012年には「これが本当のゴルフだ!!パート2」を発表している（『吉幾三のおもちゃ箱～スペシャルエディション』（2012年12月5日発売、徳間ジャパン、TKCA-73851）収録）。
- 1999年、テクノユニットのレオパルドンが本作をサンプリングした「No Disco City」を7インチレコード『田舎 EP』に収録した[26]。
- 2008年8月23日、ユーロビート製作集団の秋葉工房に所属するDJ Commandが、本作をリミックスした「俺ら東京さ行ぐだ [Super Euro Mix]」をニコニコ動画に公開。同年12月24日にドリーミュージックが発売した「スーパー★アニメ☆リミックス 峠 〜痛車ダンスミーティング〜」(MUCD-1198)にDJ KAZMAの演奏で収録された。
- 2016年、クルーズ「SHOPLIST」のCMに替え歌が起用され、吉が歌唱参加している[27]。
- 2019年、JR東日本「TYO By Shinkansen」のCMに替え歌が起用され、武田玲奈ら出演者が劇中で歌唱している[28]。同年、SoftBankのCM「ギガ国物語 カラオケ編」で替え歌「俺らギガが無ェだ」が起用され、岡田准一・土屋太鳳・白石麻衣・北村匠海が振り付きで歌っている[29]。同年、現地オプショナルツアー予約サイトベルトラが名古屋・福岡地区限定のCMにて替え歌「俺らこんな旅いやだ 女子旅篇」として起用。CMの最後には、本人も出演している[30]。
- 2021年、カプコン「バイオハザード ヴィレッジ」のイメージソングとして替え歌「俺らこんな村いやだLv.100」が起用され、吉本人がミュージックビデオに出演し「吉VILLAGE幾三」名義で作詞も担当している[31]。
- 2024年、雪印メグミルク「乳酸菌ヘルベヨーグルト ドリンクタイプ」のイメージソングとして「俺らこんな春いやだ篇」として大野りりあなが替え歌を歌いながら出演している[32]。

## 映画
1985年8月3日、この楽曲をモチーフにした映画が松竹の製作・配給により公開された。東京でカメラマンの助手として働く息子と、その生活ぶりに落胆する両親との確執を描いた人情コメディで、ストーリーと歌詞の内容に直接の関連は薄い。同時上映は『男はつらいよ 寅次郎恋愛塾』。
公開後にビデオが発売されたが廃盤となり、DVDは未発売である。2024年1月3日と6月16日にBS松竹東急で放送された。

### キャスト
- 野々宮元 - 新藤栄作
- 里中伸子 - 柏原芳恵
- 野々宮耕三 - 植木等
- 野々宮あや - 林美智子
- 野々宮健三 - 桜井センリ
- 野々宮雪絵 - 松居直美
- 福士絹代 - 茅島成美
- ヌードを撮るカメラマン - 山谷初男
- ゲイ風のカメラマン - 森次晃嗣
- カメラマンC - 三谷昇
- チーフカメラマン - アパッチけん
- まゆみ - 藤田美保子
- 永田町の巡査 - レオナルド熊
- 農協の理事長 - 中村竹弥
- タクシー運転手（幾田吉三） - 吉幾三
- 老マスター - 中村嘉津雄（特別出演）
- モデル - 加藤ゆかり
- オカマ - 小倉一郎
- 司法試験合格を目指して3年経つ学生 - 光石研
- 三谷昇、露原千草、大須賀昭人、佐久間哲　ほか

### スタッフ
- 監督：栗山富夫
- 製作：近藤良英
- 脚本：関根俊夫、高橋正圀
- 撮影：安田浩助
- 編集：鶴田益一
- 音楽：京建輔、上柴はじめ

### 挿入歌
- 吉幾三「俺ら東京さ行ぐだ」
- 新藤栄作「ワッショイ -最後の楽園-」「青春小説」
  - 作詞:阿久悠、作詞:森田公一
- 柏原芳恵「太陽は知っている」
  - 作詞:松井五郎、作詞:松尾一彦

### 製作

#### 撮影
吉幾三自身も二役で出演。オープニングで本人役で「俺ら東京さ行ぐだ」を歌う。
2024年6月16日にBS松竹東急で放送された際、冒頭に「この作品には、配慮が必要と思われる表現がありますが、作品の意図を尊重し、オリジナルのまま放送いたします…」とテロップが出された。

### ロケ地
※カッコ内は撮影参加俳優
- 青森県五所川原市パート（植木、林、松居直美、桜井センリ）
- 東京都パート、表参道（新藤）、西新宿小田急デパート前の新宿西口ロータリー（植木、林）、東京モノレール（植木、林）、品川区八潮、勝島橋（植木、林、茅島成美）、千代田区桜田門付近（植木、レオナルド熊）、谷中銀座商店街、夕焼けだんだん（植木、林）、富士見ホテル（林、新藤）[注 3]。クレープ原宿三銃士、神宮前（新藤、柏原）、代々木（代々木公園前）ホコ天、表参道（植木、林）、銀座（有楽町マリオン、植木、林、柏原、吉）。浅草雷門前、浅草寺境内、花やしき通り（植木、林、柏原）、上野駅の15番ホームで「あけぼの」で帰郷する植木と林を柏原が見送る。エンディングはそれまで一度も出なかった渋谷センター街（新藤、柏原）。

- 1時間20分頃、植木と林が代々木（代々木公園前）のホコ天を訪れるシーンがある。

## IKZOブーム
2008年4月頃から、ニコニコ動画やYouTubeなど動画共有サイトを中心に、他のアーティストの楽曲とこの曲のマッシュアップや、この曲自体のリミックスやパラパラがブームとなった。これをきっかけに、ニコニコ動画内ではIKZO (IKUZO) の愛称が定着し、のちに公式の愛称となった。その後もMADムービーの題材として多数のマッシュアップ作品がアップロードされている。
これらのアレンジは個人が非公式で作成したものであったが、吉はこのブームについて「温故知新。私の曲に限らず昔の曲が注目されるのは音楽業界にとって喜ばしいことだ」「ジャンルは違うが音楽の基本は底辺で共通する部分が沢山ある。私の昔の楽曲との間にたまたま同調する部分があったのではないか」とコメントし、好意的に受け止める姿勢を見せた。
その後、吉から2008年7月4日に開かれたニコニコ動画の公式イベント『ニコニコ大会議2008』に花が送られた。同月にはこのブームがきっかけで、ドワンゴ（ニコニコ動画を運営するニワンゴの親会社）が運営する携帯電話向けコンテンツ「dwango.jp」で本人の肉声ボイスが配信されることになり、ニコニコ動画でそのレコーディング風景が公式の動画として配信された。7月28日にはドワンゴのプロデュースでニコニコ動画上に本人自身が出演した「IKZO（本人ver.）」がリリースされるに至った。
同年10月1日には「上京した主人公が、親に忠告された言葉を思いだす」という設定で書かれた、吉自身の作詞作曲によるアンサーソング「NDA![んだ!]」（徳間ジャパン、TKCA-73354）が発売された。同年11月19日には、ブームのきっかけとなったマッシュアップの作者と吉自身による完全新規レコーディング曲を収録したマキシシングル「IKZO CHANNEL 441.93」（徳間ジャパン、TKCA-73386。「441.93」は「よしいくぞう」の語呂合わせ。）も発売され、吉本人もIKZO名義でプロモーション活動を行った。
一方で2010年の歌ネットのインタビューでは「（IKZOブームは）全くわからん。何やってんだか。『どうなってるか』っていう説明も受けたくない」と発言している。2015年の読売新聞のインタビューでは「若い世代が自身の楽曲に親しんでくれる事自体は良い事」とコメントした。
2019年9月12日、吉は音楽配信にて全編津軽弁の歌詞のラップ「TSUGARU」をリリースした。同曲は「俺ら東京さ行ぐだ」の流れを直接汲んだ楽曲であると認知されている。Youtubeで公開された公式MVが2週間で200万再生を超えるなど好評だったことから、同年10月30日にはCDがリリースされた。